# 操業
| ウィキペディアには「操業」という見出しの百科事典記事はありません（タイトルに「操業」を含むページの一覧/「操業」で始まるページの一覧）。 代わりにウィクショナリーのページ「操業」が役に立つかもしれません。 |